# Прахова Олександра Миколаївна
Олекса́ндра Микола́ївна Пра́хова (* 13 травня 1950, Київ — † 20 травня 2011, Київ, Україна) — українська художниця-графік. Представниця Нової української хвилі, працювала в стилі абстрактного неоекспресіонізму.

## Життєвий шлях
- 1964 року вступила до Республіканської художньої школи ім. Т. Г. Шевченка, закінчила 1969.
- На першому курсі Київського художнього інституту знайомиться з Параджановим, шістдесятниками — художниками, артистами, поетами — Іваном Дзюбою, братами Іллєнками — Юрієм та Вадимом.
- 1975 року закінчила Київський державний художній інститут — вчителями були Василь Касіян та Василь Чебаник.
- Активно співпрацювала з видавництвами «Веселка», «Молодь», журналом «Барвінок».
- З 1983 — член Спілки художників СРСР.
- З 1980-х років відома як каліграф та майстриня кольорової літографії й шовкодруку.
- В 1979—87 роках працювала викладачем у дитячій студії «Океан», Нарва-Йиесуу, Естонія. 1995 року провела майстер-клас у Хейце, Угорщина, 1998 року — в Британській міжнародній школі, Київ (Нивки).
- В 1998—2004 роках є артдиректором галереї «Університет» при Київському державному університеті імені Тараса Шевченка, за цей час здійснила більше 70 арт-проєктів.

## Родина
Київська родина Прахових:
- прадід Адріян Прахов — археолог, історик мистецтв, будівничий Володимирського собору у Києві;
- прабабуся Емілія Прахова — модель Михайла Врубеля до образу Матері Божої у Кирилівській церкві в Києві;
- дід Микола Прахов — художник, історик мистецтв;
- бабуся Анна Крюгер-Прахова — художник-анімаліст.
- батько — Микола Миколайович Прахов — ботанік, мандрівник та фотограф, був доцентом Київського університету, досліджував флору Якутії й Тянь-Шаня, автор підручників по садівництву і квіткарству.

- Чоловік — художник Гончаров Євген Максимович[1]

- син —художник Гончаров Микола Євгенович[2]

## Проєкти 1998—2004

Презентація проєкта «Лист у небо». Зліва направо: О.Прахова,А. Блудов, В.Хаматов, О.Титаренко, Мао Мао. Київ, 6 червня 1999

- 1995 — Автор проєкту «Femina Lex Fati», ЦБХ, Київ.

- 1998 — «Дифракція тексту», куратор проєкту, галерея «Лавра», Київ.

- 1999—2000 — «Лист у небо.» Учасники: Мао Мао (Китай), Олександра Прахова, Андрій Блудов (Україна). Проєкт демонструвався на 3 Міжнародному фестивалі в Києві 6 червня 1999 та на 1 Міжнародному арт фестивалі у Магдебурзі, Німеччині, 16-24 вересня 2000.[3]

- 2003 — «Папір як мистецтво» (спільно з Іриною Остроменською), Київ.

- 2004 — «Тріумф жовтого зайця», персональна виставка творів Олени Голуб, галерея «Університет» Київського Національного університету ім. Т. Шевченка, Київ.[4]

- 2004 — «Таки Лімпопо», Київ, Україна.

Здобула гранти концерну «Міцубісі» — Японія, приз Центру сучасного мистецтва Сороса, почесну велику медаль Міжнародної виставки графіки «Імпреза» в Івано-Франківську.
Створила ілюстрації приблизно до 50 дитячих книжок та творів Миколи Трублаїні і Григора Тютюнника, серед яких «Ласочка» — 1986, «Лісова сторожка» — 1988, «Степова казка» — 1989.
Працювала і у станковому живописі.

## Виставкова діяльність
Брала участь у понад 60 міжнародних і національних виставках. З них:
- 2011 — «Живопис», Музей сучасного мистецтва, Київ,
- 2010 — «ArtVoyage», Український культурний центр, Москва;
- «Калейдоскопія», галерея «Мінус 4», Київ, Україна; «ArtVoyage»,
- проєкт МСМУ, Національний музей Грузії, Тбілісі, Грузія,
- 2009 — «Свято», музей «Духовні скарби України», Київ,
- 2008 — Учасник проєкту «Мистецтво незалежної України, 100 імен»,
- «Свята (Holydays)», галерея Гончарі, Київ;
- «Світ кольору очей жінки», Український дім, Київ,
- «Київська акварель», галерея Майстерня, ЦБХ, Київ,
- 2007 — «Свята (Holydays)», галерея Гончарі, Київ,
- ярмарок графічних мистецтв «Худграф», Москва,
- «Українська графіка», галерея Майстерня, ЦБХ, Київ,
- 2006 — «Аква Віта», галерея Печерськ, галерея Гончарі, Київ,
- «Я бачу тебе. Ти бачиш мене» (Київ — Краків),
- галерея Майстерня, ЦБХ, Київ,
- 2005 — Мистецьке «ТАК» помаранчевій революції, ЦБХ, Київ,
- «Солодке», галерея Акварель, Київ,
- 2004 — «Pillow Book», галерея Університет, галерея Майстерня, Київ,
- трієнале графіки «Міст інтеграції європейської культури», Московський музей сучасного мистецтва, Москва,
- 2003 — Міжнародний проєкт «Папір як мис-тецтво», Україна — Польща — Швейцарія, галерея Університет, галерея Майстерня, Київ,
- «НЮ», галерея «Гончарі», Київ, Україна;
- трієнале графіки «Міст інтеграції європейської культури», галерея «Лавра», Київ,
- третя всеукраїнська трієнале «Графіка 2003», ЦБХ, Київ,
- «Українська друкована графіка», Мангеттен-графік-центр (Manhattan Graphics Center), Нью-Йорк,
- 2002 — «Тіні незабутих предків», галерея Університет, галерея Гончарі, Київ,
- «Між небом та землею», галерея «Університет», Київ,
- «20 років українського мистецтва», ЦБХ, Москва,
- 2000 — Міжнародний арт фестиваль, Магдебург,  (Німеччина)
- Міжнародний симпозіум друку в Інтернеті, Мангеттен-графік-центр, Нью-Йорк,
- 1995—1997 — «Femina Lex Fati», ЦБХ, Київ,
- «Big Letters», галерея L-Art, Київ,
- «Слідом за Малевичем», Суми, Калінінград, Познань, Цюрих;
- Симпозіум з шовкодруку, ЦБХ, Київ,
- Графічний американсько-український симпозіум, Київ-Хуст — Вашингтон,
- «День народження ляльки», галерея «L-Art», Київ,
- «Пори року», галерея «Акварель», Київ,
- «Художники з України», Х'юстон, Техас, США;
- «3 : 3», галерея «Irena», Київ,
- «Папір», Дім Миколи, Київ, Україна; Obscession, Київ,
- 1993 — Музей сучасного нонконформістського мистецтва у вигнанні, Монжерон, Париж, Франція;
- Мистецький табір в Хейці, Угорщина.
- 1992 — Студія Сєнєж, Москва, Росія; Єдність, Київ, Україна;
- «Листи», галерея Триптих, Київ, Україна;
- «Невідомі острови», НаУКМА, Київ, Україна,
- 1990, галерея Марс, Москва, Росія.

## Її твори
Зберігаються у колекціях Національного художнього музею України, Музею сучасного мистецтва України, МК України, Дирекції художніх виставок НСХУ, Музею сучасного мистецтва (Калінінград, Росія), Музею сучасного нонконформістського мистецтва у вигнанні (Париж, Франція), Музею Людвіга (Кельн, Німеччина), Музею жіночого мистецтва (National Museum of Women in the Arts, Вашингтон, США), галереях та корпоративних колекціях України, Росії, Франції, Німеччини, Японії, США; у приватних зібраннях України, Росії, Європи, США, Японії.

## Увіковічнення пам'яті
В Києві є Вулиця Сім'ї Прахових.